# Eotettix
Eotettix is een geslacht van rechtvleugeligen uit de familie veldsprinkhanen (Acrididae). De wetenschappelijke naam van dit geslacht is voor het eerst geldig gepubliceerd in 1897 door Scudder.

## Soorten
Het geslacht Eotettix omvat de volgende soorten:
- Eotettix hebardi Rehn, 1906
- Eotettix palustris Morse, 1904
- Eotettix pusillus Morse, 1904
- Eotettix signatus Scudder, 1897